# Madone de Casa Pazzi
La Madone de Casa Pazzi est un fragment de fresque d'Andrea del Castagno (290 × 212 cm), réalisée en 1443, à l'origine le retable de la chapelle de Santa Brigida au château del Trebbio dans le quartier de Pontassieve, propriété d'Andrea de' Pazzi, d'où le titre du tableau. Détaché du mur au XIXe siècle, il se trouve  dans la collection Contini Bonacossi du musée des Offices à Florence.

## Histoire
La fresque provient de l'autel de la chapelle du château Trebbio de Santa Brigida, un hameau de Pontassieve, alors propriété d'Andrea de 'Pazzi. Détachée du mur au XIXe siècle, « une guirlande de têtes d'anges » qui complétait la composition a été laissée dans l'ouverture de l'arc. Les dégâts dans la partie supérieure de la composition sont évidents, notamment à droite.
L'œuvre aurait été réalisée en 1443, juste après le retour de l'artiste à Florence après son séjour à Venise comme le suggèrent deux enfants jumeaux représentés. En effet, à cette époque  Andrea de 'Pazzi avait deux enfants jumeaux âgés d'environ six ans, appelés Niccolò et Oretta nés en 1437.

## Description
L'œuvre représente une conversation sacrée, avec la Vierge et l'Enfant assise sur un trône, entourée de deux anges, les saints Jean-Baptiste et Jérôme et, à gauche et à droite, deux enfants, garçon et fille, portant respectivement un vase de fleurs et une guirlande.
Le fond est constitué d'un somptueux drapé aux arabesques dorées, soutenu par deux anges  volant tête en bas. La richesse de ce type d'ornementation remonte certainement au milieu vénitien, encore influencé par la tradition byzantine.
Le visage de la Vierge rappelle les œuvres de Fra Angelico, notamment la Pala di San Marco (1438-1439), avec lequel il présente certains éléments communs, comme le tapis.
Dans le médaillon au-dessus de la Vierge, désormais vide, il devait y avoir une table ou un bas-relief, peut-être des armoiries, ou une fenêtre, depuis perdue.